# Talladega Nights: The Ballad of Ricky Bobby
Talladega Nights: The Ballad of Ricky Bobby (titulada: Pasado de vueltas en España y Ricky Bobby: Loco por la velocidad en Hispanoamérica) es una película estadounidense de comedia, acción y deportiva dirigida por Adam McKay y protagonizada por Will Ferrell. El reparto también incluye a la actriz Jane Lynch, Amy Adams y otros conocidos comediantes y actores como Sacha Baron Cohen, John C. Reilly, David Koechner y Michael Clarke Duncan. El guion fue escrito por McKay y Ferrell.

## Sinopsis
La película cuenta la historia de un momento turbulento en la carrera de un famoso y fanfarrón corredor de NASCAR ficticio. Además de los mencionados actores, Talladega Nights cuenta con apariciones de varios corredores profesionales, además de presentadores de NASCAR de Estados Unidos. El título de la película hace alusión al Talladega Superspeedway, un circuito de carreras de NASCAR ubicado en Alabama.